# 全日本ジュニアテニス選手権
全日本ジュニアテニス選手権（ぜんにほん―せんしゅけん）は、毎年8月に開催されるテニス大会である。正式な大会名はユニクロ 全日本ジュニアテニス選手権'○（年号）。
第1回は1929年に開催。戦争による2度の中断を経て、毎年開催されている。

## 大会概要
- 主催：日本テニス協会、毎日新聞社
- 後援：ファーストリテイリング財団他
- 特別協賛：ファーストリテイリング（ユニクロ）

## 大会方式
大会は8月上旬から約2週間掛けて開催される。年齢別に18歳以下・16歳以下・14歳以下・12歳以下に分け、さらに男子、女子、シングルス、ダブルス各部門に分けてそれぞれノックアウトトーナメントで優勝を争う。上位者は世界スーパージュニアテニス選手権大会・全日本テニス選手権に推薦される他、ジュニア遠征強化チームの選考対象にされる。